# خليج طارنت

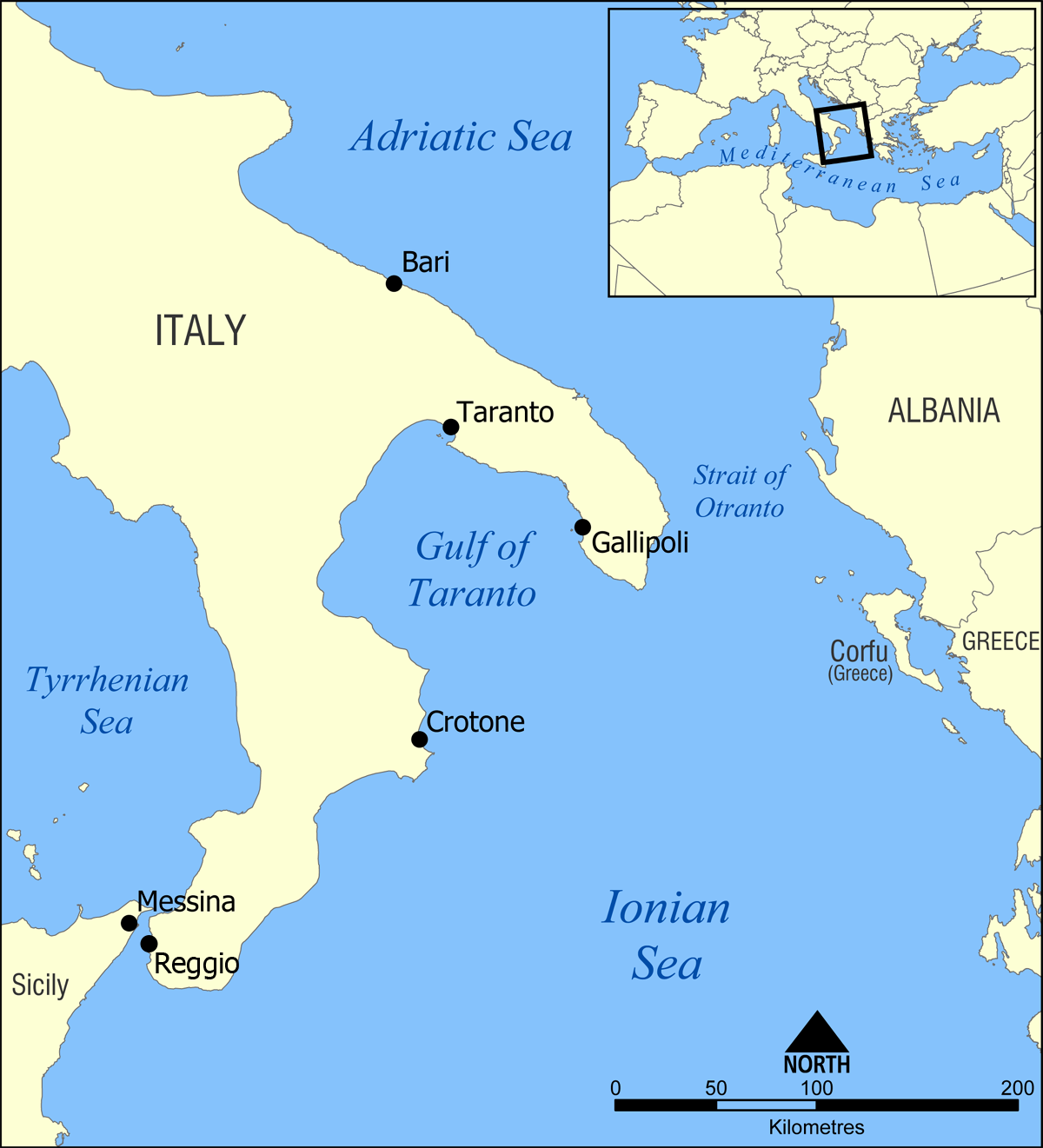
خريطة توضح خليج تارانتو.

خليج طارنت أو تارانتو (بالإيطالية: Golfo di Taranto)‏ هو خليج في البحر الإيوني في جنوب إيطاليا. للخليج شكل شبه مربع بطول وعرض 140 كم. تحيطه رؤوس سانتا ماريا دي ليوكا (شرقًا، بوليا) وكولونا (غربًا، كالابريا).